# 塔拉納基山
塔拉納基山（英語：Mt. Taranaki），又名艾格蒙特山（英語：Mt. Egmont），是位於紐西蘭北島西部塔拉納基地區的一座休火山，最高點海拔2518公尺。
塔拉納基山屬於層狀火山，其火山錐相當優美、對稱；在主錐南側有另一個火山錐，規模較小，名叫。因為塔拉納基山整體外觀和日本的富士山雷同，所以有人稱之為「紐西蘭的富士山」；在紐西蘭拍攝的好萊塢電影《最後武士》曾在此取景，並把塔拉納基山假借為富士山。

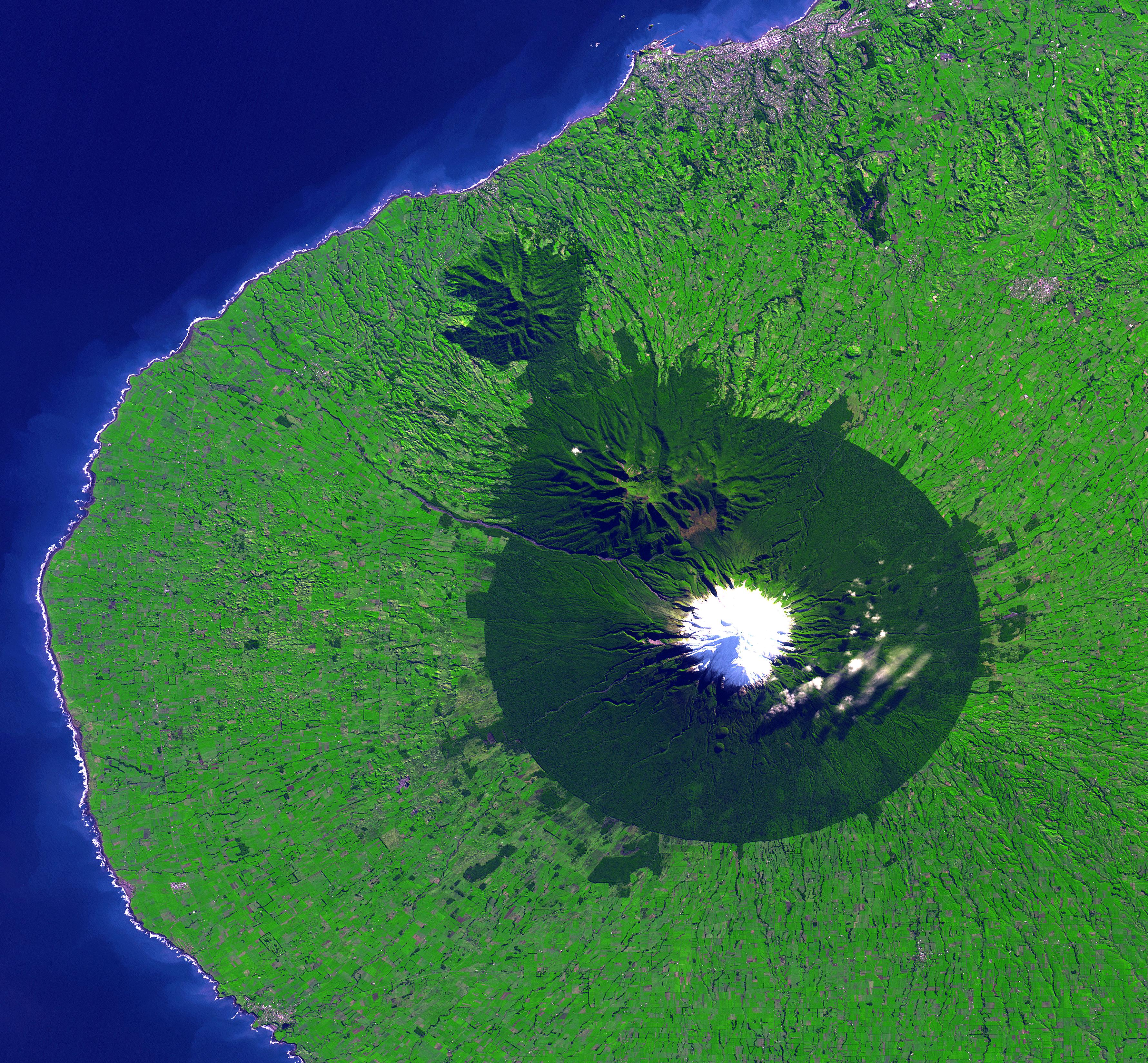
塔拉納基山的衛星空照圖